# زياد قاسم
زياد قاسم (1945 - 3 أغسطس 2007) روائي وأديب من العاصمة الأردنية عمان. وكثيرا ما كان يصف نفسه بالعَمّاني كتب عدة روايات لاقت في الأردن رواجا كبيرا وأعتبر من رواد كتابة الرواية الأردنية. (1945 - 2007)

## حياته وتعليمه
ولد زياد قاسم في عمان عاصمة المملكة الأردنية الهاشمية عام 1945، ودخل الجامعة الأردنية في عام 1965 ليتخرج منها وقد حصل على بكالوريوس محاسبة عام 1969 وعلى ماجستير محاسبة من جامعة برايتون في بريطانيا عام 1983. عمل محاسباً في مجال التأمين والملاحة حتى عام 1978 ومدير عمليات في الملاحة البحرية حتى عام 1983 ومدرب محاسبة وتسويق مصرفي في معهد الإدارة الأردني حتى عام 1995، وتقاعد عن العمل منذ عام 1995.

## أعماله
كتب زياد عدة روايات منها «أبناء القلعة» و«الزوبعة من ستة أجزاء» و«العرين» و«الخاسرون» وغيرها. وقد أرخ في رواياته لتاريخ مدينة عمان في الأردن عبر مراحلها المختلفة منذ نشأتها. وله كتابات في القصة القصيرة إلى جانب الرواية، كما قام بتحويل عدد من رواياته إلى دراما إذاعية تم بثها عبر الإذاعة الأردنية.

## وفاته
أصيب بجلطة دماغية في نهاية حزيران 2007 حيث دخل إلى مدينة الحسين الطبية وتوفي هناك مساء الجمعة الموافق 3 آب 2007. وقد نعت رابطة الكتاب الأردنيين في بيان أصدرته باسم رئيسها القاص سعود قبيلات وهيئتيها الإدارية والعامة، الروائي زياد قاسم جاء فيه: «إن الرابطة وهي تنعى زياد قاسم، لَتستذكره روائياً مبدعاً ومثقفاً صاحب موقف وتاريخ إبداعي وسياسي وثّق لعمان وللمكان الأردني عموماً، وقدم أعمالاً مميزة لامس من خلالها روح التاريخ وشفافية الإنسان بأسلوب إبداعي مميز».

## مؤلفاته
- الشحن والتجارة الخارجية (في جزئين) (بحث علمي) عمان/ مطبعة الشرق الأوسط، 1984.
- المدير العام (رواية) عمان/ المطبعة الدولية، 1987.
- أبناء القلعة (رواية) عمان/ مطبعة عاصم، 1990.
- الزوبعة (رواية) صدر منها عن أمانة عمان الكبرى، عمان (ستة أجزاء) خلال السنوات 1994-2003.
- العرين (رواية) أمانة عمان الكبرى، عمان، 1999.
- الخاسرون (رواية) أمانة عمان الكبرى، عمان، 1999.

## وصلات خارجية
- موقع بترا
- موقع آرام
- موقع وزارة الثقافة الأردنية
- موقع جريدة الدستور الأردنية
- موقع جريدة الرأي الأردنية- د. محمد ناجي عمايرة